# Edmund Lang
Edmund Lang (* 8. Januar 1847 in Buchen; † 7. März 1914 in Neckargemünd; katholisch) war ein seit 1876 im badischen Staatsdienst stehender Jurist und Amtsvorstand, vergleichbar mit einem heutigen Landrat.

## Familie
Edmund Lang war der Sohn des Gastwirts Alois Lang in Buchen und der Susanna geborene Schmitt. Er heiratete am 20. August 1887 Elise Wilhelmina geborene Herth (* 15. Dezember 1868; † 22. November 1950), Tochter des Posthalters Herth von Buchen. Aus dieser Ehe entstammt der Sohn Alfred (* 27. September 1888).

## Ausbildung
Nach dem Besuch der Höheren Bürgerschule in Buchen und dem Progymnasium in Tauberbischofsheim, besuchte er das Lyzeum Wertheim, wo er am 7. September 1867 das Abitur ablegte. Ab dem Wintersemester 1867/88 studierte er Rechtswissenschaften an der Universität Freiburg, vom Wintersemester 1868/69 bis zum Wintersemester 1869/70 an der Universität Heidelberg, im Sommersemester 1870 an der Universität München, im Sommersemester 1871 wieder an der Universität Heidelberg und schließlich im Wintersemester 1872/73 an der Universität Straßburg, die erst kurz zuvor nach dem Deutsch-Französischen Krieg eine deutsche Universität wurde. Nach dem ersten Staatsexamen durchlief er ab 1874 folgende Stationen als Volontär: Amtsgericht Buchen, Amtsgericht Boxberg, Amtsgericht Heidelberg, Kreis- und Hofgericht Mannheim, Bezirksamt Überlingen und Bezirksamt Buchen.

## Laufbahn
Die folgenden Tätigkeiten übte Lang während seiner Laufbahn aus:
- 26. Mai 1876 Gehilfe beim Bezirksamt Tauberbischofsheim
- 26. Juli 1876 Dienstverweser beim Bezirksamt Kork
- 23. Dezember 1876 bis Juni 1877 Dienstverweser beim Bezirksamt Lahr
- 11. Juni 1877 Gehilfe beim Bezirksamt Mannheim
- 13. Oktober 1877 Gehilfe beim Bezirksamt Mosbach
- 26. Februar 1878 Gehilfe beim Bezirksamt Durlach
- 7. Mai 1878 Dienstverweser beim Bezirksamt Lahr
- 22. Mai 1878 Dienstverweser beim Bezirksamt Schwetzingen
- 24. Juli 1878 Dienstverweser beim Bezirksamt Wertheim
- 1. August 1878 Gehilfe beim Bezirksamt Mannheim
- 21. August 1878 Dienstverweser beim Bezirksamt St. Blasien
- 20. September 1878 Gehilfe im Sekretariat des Ministeriums des Innern
- 22. Februar 1879 Dienstverweser beim Bezirksamt Wertheim
- 17. April 1879 Amtmann beim Bezirksamt Mannheim
- 10. Januar 1885 Oberamtmann und Amtsvorstand beim Bezirksamt Bonndorf
- 3. März 1890 Amtsvorstand beim Bezirksamt Wolfach
- 31. Oktober 1893 Amtsvorstand beim Bezirksamt Tauberbischofsheim
- 18. September 1898 zum Geheimen Regierungsrat befördert und zum Amtsvorstand beim Bezirksamt Bruchsal ernannt
- 8. März 1900 Amtsvorstand beim Bezirksamt Mannheim
- 21. März 1908 Amtsvorstand beim Bezirksamt Baden und dort am 9. September 1910 zum Geheimen Oberregierungsrat ernannt
- 1. Mai 1913 in den Ruhestand versetzt

## Nebentätigkeiten
- 17. April 1900 stellvertretender Staatskommissär an der Börse in Mannheim
- 21. April 1900 Hofkommissär beim Hoftheater in Mannheim[1]
- 1908 Mitglied und Vorsitzender im Beirat des Gymnasiums Baden-Baden[1]
- 1910 Vorsitzender der Badanstaltenverwaltung in Baden-Baden

## Auszeichnungen
Lang erhielt die nachfolgenden Auszeichnungen:
- 1891 Ritterkreuz 1. Klasse des Zähringer Löwen-Ordens
- 1892 Ritterkreuz 1. Klasse des württembergischen Friedrichs-Ordens
- 1894 Ritterkreuz des württembergischen Kronen-Ordens
- 1902 Ritterkreuz 1. Klasse mit Eichenlaub des Zähringer Löwen-Ordens
- 1906 Ritterkreuz des badischen Ordens Berthold des Ersten
- 1909 Kommandeurkreuz 2. Klasse des schwedischen Wasa-Ordens
- 1909 Komturkreuz 2. Klasse des sachsen-ernestinischen Haus-Ordens
- 1911 Offizierskreuz der Krone von Rumänien
- 1912 Badische Friedrich-Luisen-Medaille
- 1913 Kommandeurkreuz 2. Klasse des Zähringer Löwen-Ordens
- 1913 Preußischer Kronen-Orden 2. Klasse
- Badische Felddienstauszeichnung
- Deutsche Kriegsgedenkmünze für Kombattanten und Nichtkombattanten für 1870/71
- Badische Jubiläumsmedaille
- Preußische Landwehr-Dienstauszeichnung 1. Klasse
- Preußische Erinnerungsmedaille zum 100jährigen Geburtstag Kaiser Wilhelms I.